# マンガノパンペリー石
マンガノパンペリー石（マンガノパンペリーせき、Pumpellyite-(Mn2+)）は、1981年に発表された日本産新鉱物で、国立科学博物館の鉱物学者加藤昭などにより、山梨県甲西町（現・南アルプス市）の落合マンガン鉱山から発見された。化学組成はCa2Mn2+Al2(Si2O7)(SiO4)(OH)2・H2Oで、単斜晶系。パンペリー石グループ・パンペリー石サブグループに属し、2価のマンガンを含むため、二価マンガンを意味する「マンガノ」を和名には付ける。
記載地ではブラウン鉱中に明るい褐色の微細結晶の集合体として産出したため、構造などの詳細は海外産の標本から決定された。モース硬度は5、比重は3.34（計算値）。